# Still Life (ミニ番組)
『Still Life』（スティルライフ）は、1990年10月20日から1994年3月24日まで日本テレビ系で放送されていたミニ番組。番組名は静物画の意味。
放送日時は毎週土曜 22:54から22:57（JST）だが、プロ野球中継延長や特別番組編成などで時間変更や休止あり、特に『24時間テレビ 「愛は地球を救う」』放送の時は休止となる。JTの一社提供。

## 概要
土曜22時台が2体制から1時間1体制に変更されたのに伴い開始。番組初期から中期はイラストレーターの江口寿史やわたせせいぞうのイラストを、多種多様な映像との合成で効果的に見せていた。一切ナレーションは無く、音声はBGMの音楽のみ。
1992年には番組で放送された物に、江口へのインタビューが追加で撮影されたビデオ（VHS・LD）「Still Life 江口寿史の世界」がVapから発売された。
また本番組で使用された楽曲が含まれた宮浦清や渡辺信平の音楽集CDも発売された。
後期はイラストベースではなく、日本テレビが製作に関与した映画作品や日本ヘラルド映画、ヘラルド・エースが製作・配給に関与した作品の広告ポスターを使用し編集効果で合成した映像で宣伝する形に変わった。
またこの番組を数年間続けた事もあって、演出のつきざわけんじと編集の井戸清は後に、深夜放送終了後のフィラー番組『SOUND STORM』内で同局が製作にも携わるスタジオジブリの当時新作映画公開時（耳をすませばやもののけ姫など）に、宣伝を兼ねた「ジブリがいっぱいジブリ」と題された60分の内容を、本番組と近いコンセプトでアニメ映像や作画枚数や制作期間などを紹介し制作した（詳細はSOUND STORM ジブリがいっぱい項、日本テレビ担当プロデューサーは奥田誠治）。

## スタッフ
ミニ番組のため、スタッフクレジットはEND5秒に全て集約されていた。
- PRESENTED BY：JT
- イラストレーター (中期まで)：江口寿史 → わたせせいぞう
- 音楽：宮浦清 → 渡辺信平
- 編集：井戸清 (ヴィジュアルベイ)
- クリエイター：つきざわけんじ (MEN’S)
- プロデューサー：堀越徹 (中期まで) → 門屋大輔 (後期)
- 製作著作：日本テレビ

### ビデオ「江口寿史の世界」スタッフ
- 企画：伊藤梅男、大島満 (共にVap)
- 音楽：宮浦清
- EED：井戸清 (ヴィジュアルベイ)
- MA：大江善保 (ビームテレビセンター)
- デスク：山路裕子 (日本テレビ)
- 演出補：今泉暢子 (MEN’S)
- 演出：つきざわけんじ (MEN’S)
- プロデューサー：堀越徹 (日本テレビ)
- 制作：MEN’S
- 製作著作：日本テレビ